# Contopus ochraceus
El pibí ocráceo (Contopus ochraceus), es una especie de ave paseriforme de la familia Tyrannidae perteneciente al numeroso género Contopus. Es nativo del centro de América Central.

## Distribución y hábitat
Se distribuye por los bosques montanos de Costa Rica donde es poco común y rara y localizada en la cordillera Volcánica Central (macizo Irazú-Turrialba) y la cordillera de Talamanca, y extremo oeste de Panamá (Chiriquí).
El hábitat de esta especie se compone de las aberturas del dosel de los robledales de la montaña, a lo largo de quebradas, en los claros producidos por las caídas de árboles y en áreas aledañas al bosque con crecimiento secundario alto; principalmente entre los 2200 y los 3000 m de altitud.

## Sistemática

### Descripción original
La especie C. ochraceus fue descrita por primera vez por los zoólogos británicos Philip Lutley Sclater y Osbert Salvin en 1869 bajo el mismo nombre científico. La localidad tipo es «Costa Rica».

### Etimología
El nombre genérico masculino «Contopus» se compone de las palabras del griego «kontos» que significa ‘percha’, y «podos» que significa ‘pies’; y el nombre de la especie «ochraceus», en latín moderno significa ‘ocráceo’.

### Taxonomía
Es monotípica.